# Костарика на Светском првенству у атлетици на отвореном 2019.
Костарика је учествовала на 17. Светском првенству у атлетици на отвореном 2019.  одржаном у Дохи од 27. септембра до 6. октобра седамнаести пут, односно учествовала је на свим првенствима до данас. Репрезентацију Костарика представљала су 4 такмичара (1 мушкарац и 3 жене) који су се такмичили У 4 дисциплине (1 мушка и 3 женске).,
На овом првенству такмичари Костарике нису освојили ниједну медаљу али је такмичарка у трци на 100 м препоне Андреа Каролина Варгас три пута оборила национални и лични рекорд. У табели успешности према броју и пласману такмичара који су учествовали у финалним такмичењима (првих 8 такмичара) Костарика је са 1 учесником у финалу делила 55. место са 4 бода.
| Плас. | Земља     | 1. место | 2. место | 3. место | 4. место | 5. место | 6. место | 7. место | 8. место | Бр. финал. | Бод. |
| ----- | --------- | -------- | -------- | -------- | -------- | -------- | -------- | -------- | -------- | ---------- | ---- |
| =55.  | Костарика | 0        | 0        | 0        | 0        | 1        | 0        | 0        | 0        | 1          | 4    |

## Учесници
| Мушкарци : - Роберто Сојерс — Бацање кладива | Жене: - Габријела Трања — Маратон - Андреа Каролина Варгас — 100 м препоне - Ноелиа Варгас — 20 км ходање |  |

## Резултати

### Мушкарци
| Атлетичар      | Дисциплина     | Лични рекорд | Квалификације | Квалификације | Полуфинале | Полуфинале | Финале               | Финале  | Детаљи |
| Атлетичар      | Дисциплина     | Лични рекорд | Резултат      | Место         | Резултат   | Место      | Резултат             | Место   | Детаљи |
| -------------- | -------------- | ------------ | ------------- | ------------- | ---------- | ---------- | -------------------- | ------- | ------ |
| Роберто Сојерс | Бацање кладиво | 77,15        | 74,28         | 13. у гр. Б   |            |            | Није се квалификовао | 26 / 31 |        |

### Жене
| Атлетичарка            | Дисциплина    | Лични рекорд | Квалификације    | Квалификације | Полуфинале       | Полуфинале | Финале       | Финале       | Детаљи |
| Атлетичарка            | Дисциплина    | Лични рекорд | Резултат         | Место         | Резултат         | Место      | Резултат     | Место        | Детаљи |
| ---------------------- | ------------- | ------------ | ---------------- | ------------- | ---------------- | ---------- | ------------ | ------------ | ------ |
| Габријела Трања        | Маратон       | 2:38:22      |                  |               |                  |            | 3:19:13      | 40 / 40 (70) |        |
| Андреа Каролина Варгас | 100 м препоне | 12,75        | 12,68 КВ, НР, ЛР | 2. у гр. 3    | 12,65 кв, НР, ЛР | 3. у гр. 3 | 12,64 НР, ЛР | 5 / 36 (38)  |        |
| Ноелиа Варгас          | 20 км ходање  | 1:33:09 НР   |                  |               |                  |            | 1:46:30      | 36 / 39 (45) |        |